# Pedro Fernandes de Castro
Pedro Fernandes de Castro (? — Algeciras, junho de 1343), referido como O da Guerra (em castelhano: El de la Guerra) foi um nobre galego, primeiro senhor de Monforte de Lemos, e pai de Fernando Ruiz de Castro "Toda a Lealdade de Espanha", 3.º Conde de Lemos, Trastâmara e Sarria, e pai da dama Inês de Castro, a que "depois de morta foi rainha".
Logo após a morte do seu pai, foi entregue por sua mãe a D. Lourenço Soares de Valadares, que em seguida o trouxe para Portugal, onde cresce junto com seu primo de primeiro grau, o infante D. Pedro.
De regresso à Galiza, torna-se rapidamente no mordomo-mor da corte castelhana.

## Relações familiares
Foi filho de Fernando Rodriguez de Castro, senhor de Lemos e de Violante Sanches, senhora de Ucero, filha ilegítima do rei Sancho IV de Castela e de Maria de Meneses. 
Casou por duas vezes: 
A primeira com Beatriz, filha de D. Afonso de Portugal, Senhor de Portalegre e de Violante Manuel, filha de Manuel de Castela, de quem não teve filhos.
O segundo casamento foi com Isabel Ponce de Leão, filha de Pedro Ponce de Leão de Meneses  e de Sancha Gil de Bragança, de quem teve:
- Fernando Rodrigues de Castro (?- Montiel, 1375), conde de Trastamara, casado por duas vezes, a primeira com Joana Afonso de Castela, filha de Afonso XI de Castela e a segunda com Leonor Enriquez. Além destes casamentos teve um filho, Álvar Pires de Castro, senhor de Alcáçovas, com Mília Gonçalves, senhora de Assequins.
- Joana de Castro, senhora de Dueñas e Ponferrada, casada com Diogo Fernandez de Haro e com Pedro I de Castela.

Fora do casamento e com Aldonça Lourenço de Valadares, filha de Lourenço Soares de Valadares e de Sancha Nunes de Chacim, teve:
- Inês de Castro (Galiza, 1320 ou 1325 -Coimbra, 7 de janeiro de 1355), futura amante e alegada esposa de Pedro I de Portugal;
- Álvaro Pires de Castro (cerca de 1310 - Lisboa 11 de junho de 1384), conde de Arraiolos, conde de Viana da Foz do Lima e casado em 1340 com Maria Ponce de Leão, filha de Pedro Ponce de Leão e de Beatriz de Xérica.[2]